# Preservation
Pour le concept, voir Préservation.
Pour plus de détails, voir Fiche technique et Distribution.
Preservation est un film américain réalisé par Christopher Denham, sorti en 2014.

## Synopsis
Wit (Wrenn Schmidt), son mari Mike (Aaron Staton), et son frère Sean (Pablo Schreiber) décident de partir pour un week-end de chasse dans une réserve naturelle. Chacun espérant échapper à ses propres problèmes, Wit, l’absence de communication dans son couple et sa grossesse qu'elle n'a pas annoncé à son mari; Mike, son travail prenant et son désir de comprendre son frère; Sean, son exemption dans l'armée et son inadaptation à la vie moderne à cause de son TSPT. 
Bien que le parc soit fermé, ils décident de s'y aventurer en sortant dans sentiers balisés. Mais ils sont observés et se réveillent le lendemain matin en découvrant qu'on a volé ensemble de leurs biens et marqué le front de chaque personne avec un grand noir "X". Ils décident de retourner à leur voiture ...

## Fiche technique
- Titre : Preservation
- Réalisation : Christopher Denham
- Scénario : Christopher Denham
- Photographie : Nicola Marsh
- Musique : Samuel Jones et Alexis Marsh
- Pays d'origine :  États-Unis
- Genre : Film d'horreur
- Durée : 90 minutes
- Date de sortie : 2014

## Distribution
- Wrenn Schmidt : Wit Neary
- Pablo Schreiber : Sean Neary
- Aaron Staton : Mike Neary
- Cody Saintgnue : Jack
- Michael Chacon : Will
- Nick Saso : Ben